# Senftenhof (Wüstung)

Östlicher Senftenhofsee, der in historischer Zeit bereits als Oberer See bestand.
Blick auf das nordwestliche Ufer, unweit dahinter wird die Wüstung vermutet

Senftenhof ist eine Wüstung am Senftenhofsee, die sich im Grenzgebiet der Gemarkungen von Grafenrheinfeld und Gochsheim im Landkreis Schweinfurt und der kreisfreien Stadt Schweinfurt befindet. Der Hof wurde wahrscheinlich im 17. Jahrhundert verlassen. Die Gründe hierfür sind unklar.

## Geografische Lage
Die Wüstung befindet sich am Südrand des Stadtgebietes, östlich des Stadtteils Maintal, am westlichen Rand des Schwebheimer Waldes. Sie liegt auf 207,5 m ü NN 1,5 km südöstlich der am nächsten gelegenen Stelle zum Main, wo sich das Niveau etwa auf selber Höhe befindet. Damit lag der Ort einstmals, ohne die heutigen Deiche entlang des Mains, noch im Überschwemmungsgebiet. 
Die genaue Lokalisierung des Senftenhofs erweist sich als schwierig, da in den 1960er Jahren auf dem Gebiet die Kreisstraße SW 3 von Grafenrheinfeld nach Gochsheim gebaut wurde. Die Straße liegt allerdings genau auf der Trasse des historischen Wegs, der ebenfalls die beiden Dörfer verband. Südlich der Schweinfurter Naherholungsanlage Baggersee, bereits auf Grafenrheinfelder Flur, liegt der Senftenhofsee, mit seinen insgesamt drei Seen, an dem der ehemalige Hof vermutet wird. Allerdings war nur der östliche See bereits in historischer Zeit vorhanden und hieß damals Oberer See. Wahrscheinlich lag der Hof unmittelbar südlich der Wüstung Schmachtenberg am südwestlichen Rand vom Spitalholz, das zum Schwebheimer Wald gehört. Die Flurnamen Am Senftenhof und Senftenhofgraben sind Hinweise auf die Siedlung. Auf einer historischen Karte trägt eine Flur beiderseits der heutigen SW 3, die bereits damals im östlichen Bereich identisch mit der Stadtgrenze war, den Namen Am unteren Senftenhof.

## Geschichte

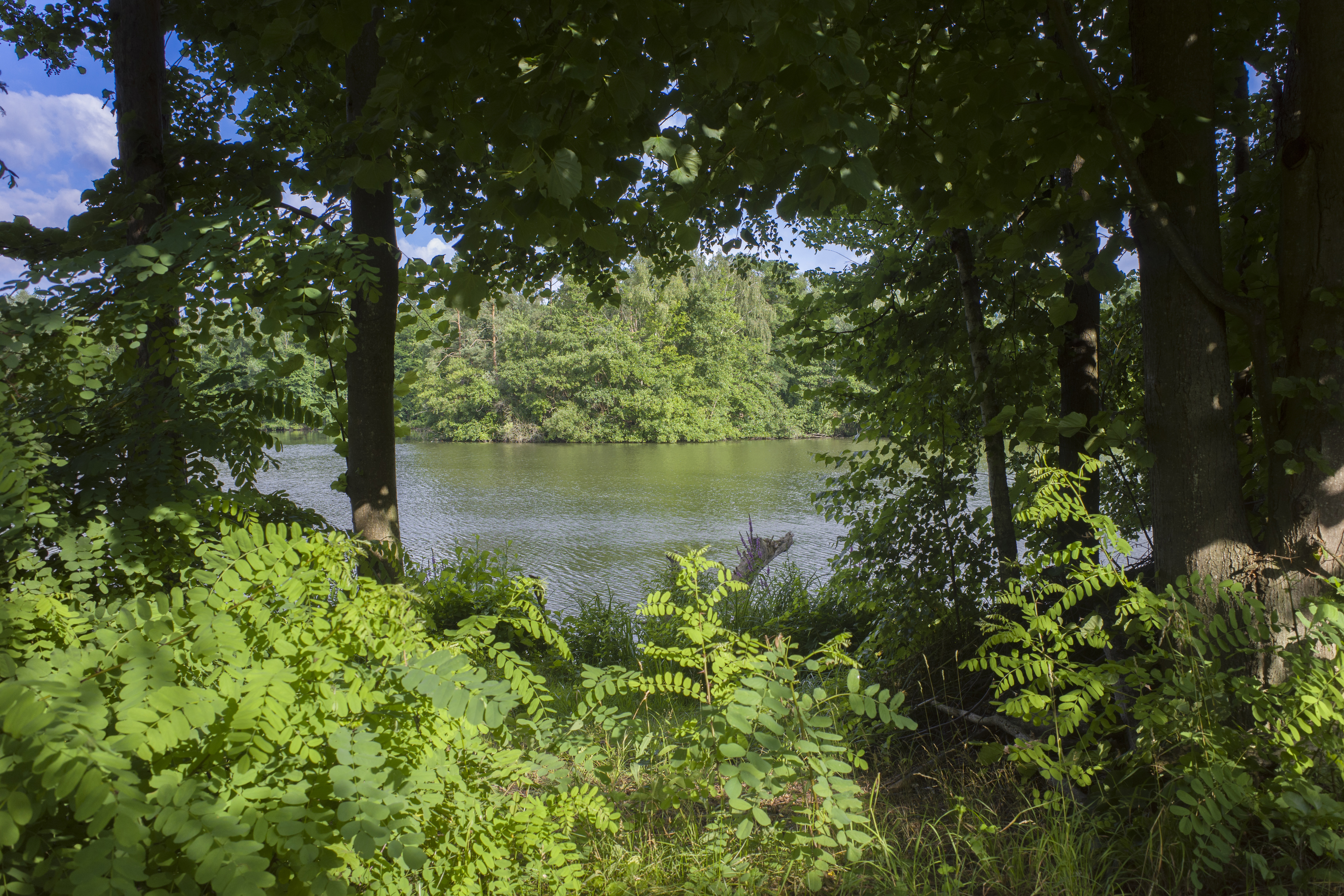
Mittlerer Senftenhofsee, den es in historischer Zeit noch nicht gab. Blick auf die Insel vom Ostufer, an dessen Nordende sich die drei Gemarkungen treffen

Die Stelle, an der der Hof vermutet wird, war bereits während der Eisenzeit besiedelt. Dort wurden während der Bauarbeiten an der Kreisstraße SW 3 mehrere Grabhügel der Hallstattkultur lokalisiert. Der Name des Hofes leitet sich eventuell von der Schweinfurter Bürgerfamilie Senf (auch Senft, Sinapius) ab. Wahrscheinlicher ist jedoch, dass der Name seinen Ursprung im Wort samhafti, Gesamtheit, hat. Der Hof war wegen seiner Lage auf drei Gemarkungen ein Gemeinschaftshof.
Vielleicht bezogen die Bewohner von Schmachtenberg im Norden während des 15. Jahrhunderts den Senftenhof, sodass er als Nachfolgesiedlung der Ortswüstung angesehen werden kann. Im Jahr 1554 wurde der Senftenhof vom Würzburger Domkapitel erworben. Allerdings war er bereits 1613 verlassen, die Flur wurde bei einem Grenzrundgang der Schweinfurter Siebener nur noch „Senfftenhoffellern“ genannt.

## Legenden
Die Lage des Hofes wird auch in einer Sage thematisiert, die erstmals 1912 bei Karl Spiegel und Johann Ludwig Klarmann erschien. Danach lebten auf dem Hof drei Jungfrauen aus einer sehr reichen Familie. Als die Damen alt wurden und gepflegt werden mussten, wandten sie sich zunächst ins nahe Gochsheim. Hier wurden sie abgewiesen. Anschließend gingen sie hilfesuchend nach Sennfeld. Als sie hier ebenfalls nicht aufgenommen wurden, suchten sie das Spital in Schweinfurt auf, wo sie endlich gepflegt wurden. Dankbar vermachten sie dem Spital ihre Forste, woraufhin der Wald den Namen Spitalholz erhielt.